# Tour de France 1955
| 42. Tour de France 1955 – Endstand |                       |                           |
| Streckenlänge                      | 22 Etappen, 4476,1 km | 22 Etappen, 4476,1 km     |
| Toursieger                         | Louison Bobet         | 130:29:26 h (34,302 km/h) |
| Zweiter                            | Jean Brankart         | + 4:53 min                |
| Dritter                            | Charly Gaul           | + 11:30 min               |
| Vierter                            | Pasquale Fornara      | + 12:44 min               |
| Fünfter                            | Antonin Rolland       | + 13:18 min               |
| Sechster                           | Raphaël Géminiani     | + 15:01 min               |
| Siebenter                          | Giancarlo Astrua      | + 18:13 min               |
| Achter                             | Stan Ockers           | + 27:13 min               |
| Neunter                            | Alexandre Close       | + 31:10 min               |
| Zehnter                            | François Mahé         | + 36:27 min               |
| Grünes Trikot                      | Stan Ockers           | 322 P.                    |
| Zweiter                            | Wout Wagtmans         | 399 P.                    |
| Dritter                            | Miguel Poblet         | 409 P.                    |
| Bergwertung                        | Charly Gaul           | 84 P.                     |
| Zweiter                            | Louison Bobet         | 70 P.                     |
| Dritter                            | Jean Brankart         | 44 P.                     |
| Teamwertung                        | Frankreich            | Frankreich                |

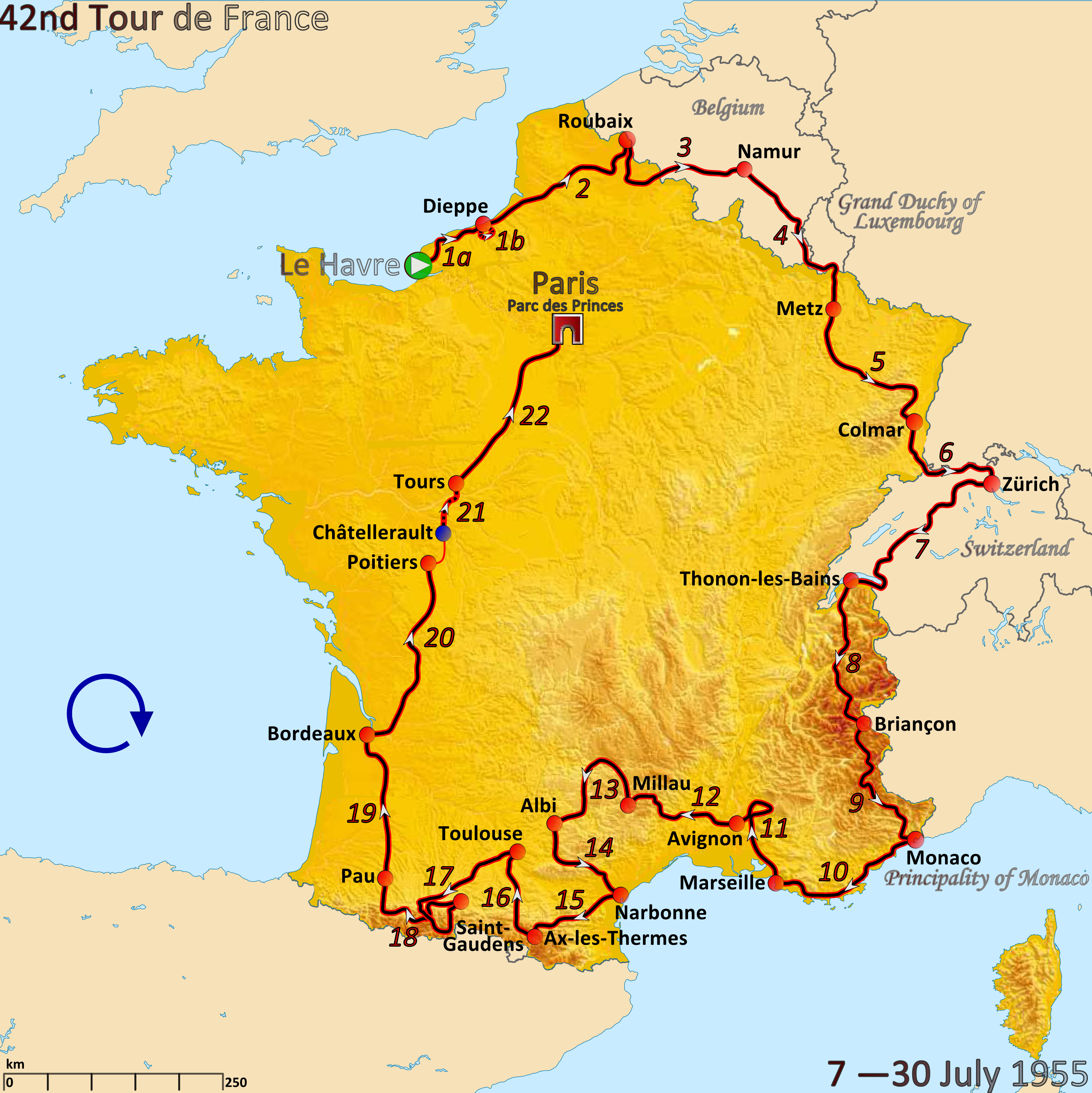
Streckenkarte der Tour de France 1955

Die 42. Tour de France fand vom 7. bis 30. Juli 1955 statt und führte auf 22 Etappen über 4.476 km. Die Rundfahrt endete mit dem dritten Sieg in Serie des Franzosen Louison Bobet. 130 Rennfahrer nahmen an der Rundfahrt teil, davon wurden 69 klassifiziert.

## Rennverlauf
Auf der zweiten Etappe gewann Antonin Rolland aus einer Spitzengruppe heraus, dadurch konnte er auch die Führung in der Gesamtwertung übernehmen. Vor den Bergen hatte er über zehn Minuten Vorsprung auf die Favoriten, so dass er das Gelbe Trikot bis zur 16. Etappe tragen durfte. Nur für eine Etappe musste er es an Wim van Est abtreten, der jedoch am nächsten Tag wieder Zeit auf Rolland verlor.
Auf den ersten Etappen hatte sich Louison Bobet, Sieger von 1953 und 1954, einen kleinen Vorsprung auf seine schärfsten Konkurrenten erarbeitet. Insbesondere auf der 11. Etappe nach Avignon über den Mont Ventoux ließ der durch eine Verletzung im Sitzbereich geschwächte Bobet nach einer langen Soloflucht alle Konkurrenten hinter sich und gewann die Etappe. Zuvor hatte Bobet ansehen müssen, wie der erst 22-jährige Luxemburger Charly Gaul Bobets Lieblingsetappe nach Briançon, wo er in den beiden Jahren zuvor den Grundstein zu seinen Toursiegen gelegt hatte, gewann.
Neben Gaul war der Franzose Jean Brankart Bobets größter Konkurrent. Nachdem er ihn im letzten Zeitfahren fast zwei Minuten abgenommen hatte, kam er bis auf weniger als fünf Minuten an den späteren Toursieger heran. Gaul konnte am Ende noch die Bergwertung vor Bobet gewinnen, das Grüne Trikot gewann der Belgier Stan Ockers.
Zum ersten Mal wurden 1955 Zielfotos gemacht, um bei knappen Entscheidungen den richtigen Etappensieger ausgeben zu können.

## Die Etappen
| Etappen       | Start – Ziel                   | km         | Etappensieger       | Gelbes Trikot   |
| ------------- | ------------------------------ | ---------- | ------------------- | --------------- |
| 1. Etappe (a) | Le Havre – Dieppe              | 102        | Miguel Poblet       | Miguel Poblet   |
| 1. Etappe (b) | Dieppe – Dieppe                | 12,5 (MZF) | Team Niederlande    | Miguel Poblet   |
| 2. Etappe     | Dieppe – Roubaix               | 204        | Antonin Rolland     | Wout Wagtmans   |
| 3. Etappe     | Roubaix – Namur (BEL)          | 210        | Louison Bobet       | Wout Wagtmans   |
| 4. Etappe     | Namur (BEL) – Metz             | 225        | Willy Kemp          | Antonin Rolland |
| 5. Etappe     | Metz – Colmar                  | 229        | Roger Hassenforder  | Antonin Rolland |
| 6. Etappe     | Colmar – Zürich (CH)           | 195        | André Darrigade     | Antonin Rolland |
| 7. Etappe     | Zürich (CH) – Thonon-les-Bains | 267        | Jos Hinsen          | Wim van Est     |
| 8. Etappe     | Thonon-les-Bains – Briançon    | 253        | Charly Gaul         | Antonin Rolland |
| 9. Etappe     | Briançon – Monaco              | 275        | Raphaël Géminiani   | Antonin Rolland |
| 10. Etappe    | Monaco – Marseille             | 240        | Lucien Lazaridès    | Antonin Rolland |
| 11. Etappe    | Marseille – Avignon            | 198        | Louison Bobet       | Antonin Rolland |
| 12. Etappe    | Avignon – Millau               | 240        | Alessandro Fantini  | Antonin Rolland |
| 13. Etappe    | Millau – Albi                  | 205        | Daan de Groot       | Antonin Rolland |
| 14. Etappe    | Albi – Narbonne                | 156        | Louis Caput         | Antonin Rolland |
| 15. Etappe    | Narbonne – Ax-les-Thermes      | 151        | Luciano Pezzi       | Antonin Rolland |
| 16. Etappe    | Ax-les-Thermes – Toulouse      | 123        | Rik Van Steenbergen | Antonin Rolland |
| 17. Etappe    | Toulouse – Saint-Gaudens       | 249        | Charly Gaul         | Louison Bobet   |
| 18. Etappe    | Saint-Gaudens – Pau            | 206        | Jean Brankart       | Louison Bobet   |
| 19. Etappe    | Pau – Bordeaux                 | 195        | Wout Wagtmans       | Louison Bobet   |
| 20. Etappe    | Bordeaux – Poitiers            | 243        | Jean Forestier      | Louison Bobet   |
| 21. Etappe    | Châtellerault – Tours          | 68,6 (EZF) | Jean Brankart       | Louison Bobet   |
| 22. Etappe    | Tours – Paris                  | 229        | Miguel Poblet       | Louison Bobet   |